# Esta sociedad
Esta sociedad es una serie de televisión peruana dirigida por Eduardo Mendoza de Echave y escrita por Javier Echevarría, Mariana Silva, Jesús Álvarez y el actor Bruno Ascenzo.

## Temporadas
La primera temporada se transmitió todos los sábados a las 8:00 p. m. por América Televisión. El programa salió al aire el 26 de agosto de 2006, culminando su primera temporada el 16 de diciembre del mismo año, el cual contó con 17 episodios.
La serie causó cierta expectativa por su alto presupuesto y su tema innovador en el Perú, a cargo del productor Bruno Pinasco. Estos mismos elementos causaron una polémica acerca del supuesto racismo de la serie, que describe la vida de jóvenes blancos y adinerados en un país mayormente mestizo y la poca aceptación que tuvo tanto en público como en crítica.
La primera temporada se repitió el 5 de marzo de 2007 por América Televisión a la medianoche, de lunes a viernes. Además que fue reeditado para su comercialización internacional.
La segunda temporada se estrenó el 10 de mayo de 2008, año y medio después del fin de la primera temporada. La transmisión continuó por América Televisión, todos los sábados, pero esta vez a la medianoche. Además también se vio los lunes a las 8:00pm por el canal de cable Visión 20, que desde el mes de abril de 2008 se encargó de retransmitir la primera temporada. Esta nueva temporada contó con 20 episodios, 3 más que su antecesora. La dirección cayó en manos de Aldo Salvini. En cuanto a los escritores hubo una variación, Javier Echevarría no participó en esta oportunidad; además, se unió Natalia Parodi, el resto de escritores se mantuvo. Esta nueva temporada culminó el sábado 27 de septiembre de 2008.
En 2009 la serie de televisión se transmitió en los Estados Unidos, después de conseguir negociaciones en ese país meses después de su estreno. En 2019 ambas temporadas están disponibles en Movistar Play.

## Sinopsis
Esta sociedad, llamado originalmente Alta sociedad, no solo muestra la alta clase limeña, sino que se enfoca en temas juveniles sociales para otros países. La serie explica temas de su entorno como corrupción, infidelidad, alcoholismo, drogadicción, homosexualidad, embarazo, violencia, discriminación, entre otros.
En general, la trama se desenvuelve desde la llegada de Mirkala, sobrina de Graciela y Alberto, quienes son criados alrededor del mundo por su madre, Ximena, una fotógrafa que se alejó de Lima por no adaptarse al estilo de vida y la mentalidad de la nueva alta clase limeña.

## Reparto

### Protagonistas
- Bruno Ascenzo (Alonso)
- Carolina Cano (Viviana)
- Jason Day (Sebastián)
- Gisela Ponce de León (Mirkala)
- Gianfranco Brero (Alberto)
- Denisse Dibós (Graciela)
- Javier Valdés (Ernesto)
- Katia Condos (Clemencia)
- Norma Martínez (Ximena)
- Marco Zunino (Daniel)
- Rossana Fernández-Maldonado (Sandra)
- Mauricio Tola (Nicolás)
- Marisol Aguirre (Roxana)
- Anahí de Cárdenas (Úrsula "Uchi")
- Coco Rodríguez (Patrick)
- Gachi Rivero (Pepita)
- Diego Seminario (El Chato)
- Chiara Pinasco (Soledad)
- Ebelin Ortiz (Rosaura)
- Gian Piero Díaz (Mariano)
- Oscar Beltrán (Santos)
- Paul Vega (Rodrigo)
- Renzo Schuller (Ramón)
- Bertha Pancorvo (Eva)

### Secundarios
- Giovanni Ciccia (profesor del colegio)
- Bruno Pinasco (organizador de carrera de autos / jefe de Alonso del restaurante)
- Sonia Oquendo (amiga de Clemencia)
- Renzo Schuller (Johnny, cita de Nicolás)
- Javier Echevarría (José Enrique, profesor de teatro)
- Renato Gianolli (instructor de pilates de Clemencia y Graciela)
- Federico Salazar (entrevistador de Alberto)
- Sofía Rocha (Lucía)
- Rodrigo Sánchez Patiño
- Eduardo Alonzo
- Roberto Ruiz (Alan Lozano)
- Chiara Molina (Sandra Benavides)
- Ingrid Altamirano (Lucía Ramírez)
- Alondra García Miró (Valentina Ferrero)
- Percy Williams (Investigador de la Policía, Esta sociedad 2)
- Yvonne Frayssinet (Esta sociedad 2)

## Equipo de la Primera temporada
- Producción General: Aldo Pinasco y Bruno Pinasco
- Director: Eduardo Mendoza De Echave
- Guionistas: Bruno Ascenzo, Javier Echevarría, Jesús Álvarez y Mariana Silva
- Asistente de Dirección: Graciela Yzaguirre
- Producción Ejecutiva: Domenica Seminario De Col y Elisa Tirado
- Director de Fotografía: Fred Fuentes
- Editor: José Carlos G. Barletti
- Posproducción High End: Pedro Zuta y Luiz Araujo
- Editor Presentación: Marco Alfaro
- Musicalización: Juan Carlos Fernández
- Sonidista: John Figueroa
- Asistentes de Sonido: Paulo Orellana, Ernesto Herrera y Luciano Gagliardi
- Posproducción de Audio: Omar Pastor
- Script: Zarela Flores
- Coordinador de Producción: Miguel Valladares Vives
- Asistentes de Producción: Giannina Salas, Alfredo Ross y Anthony Abad
- Practicante Producción: Sandra Ruíz
- Camarógrafos: Fred Fuentes y Marco Arauco
- Asistentes de Cámara: Franco García y Juan Carlos Sánchez
- Director de Arte: Atilio Benavides
- Vestuario: Leslie Hinojosa y Ana Villanueva
- Asistentes de Vestuario: Johanna Aguilar y Karina Roman
- Asistente de Arte: María Fe Silva
- Utilería: Almícar Zapata
- Asistente de Utilería: Víctor Zapata
- Maquillaje: Hernán Ibérico y Vilma Angulo

## Premios y nominaciones
| Año  | Premio                       | Categoría             | Resultado | Ref.   |
| ---- | ---------------------------- | --------------------- | --------- | ------ |
| 2006 | Premios Luces de El Comercio | Mejor serie/miniserie | Ganador   | [ 16 ] |